# Haji Khanmammadov
Haji Dadash oglu Khanmammadov (en azerí: Hacı Dadaş oğlu Xanməmmədov; 15 de junio de 1918, Derbent-7 de abril de 2005, Bakú) fue un compositor, director de orquesta y pedagogo de Azerbaiyán.

## Biografía
Haji Khanmammadov nació el 15 de junio de 1918 en la ciudad de Derbent. Cuando tenía 14 años se mudó a Bakú. Empezó a estudiar en la clase de Said Rustamov de la Academia de Música de Bakú.
En 1934 Uzeyir Hajibeyov aceptó a Haji Khanmammadov como solista en la orquesta de instrumentos musicales populares de la Radio Estatal de Azerbaiyán. Él fue uno de los siete artistas invitados a la ópera "Koroglu" de Uzeyir en el Teatro de Ópera y Ballet Académico Estatal de Azerbaiyán en 1937.
Entre 1944 y 1948 fue director del Teatro de Música Estatal Académico de Azerbaiyán. De 1952 a 1954 fue director artístico del Conjunto Estatal de Canto y Danza de Azerbaiyán. Entre 1966 y 1968 fue director de la Filarmónica Estatal de Azerbaiyán.
Haji Khanmammadov falleció el 7 de abril de 2005 en Bakú y fue enterrado en el Segundo Callejón de Honor.

## Premios y títulos
- Artista de Honor de la RSS de Azerbaiyán (1967)
- Artista del pueblo de la RSS de Azerbaiyán (1988)
- Orden Shohrat (1998)[5]